# Спортски журнал
Спортски журнал је спортски дневни лист који се штампа у Београду. Излази сваког дана и доноси информације из фудбала, кошарке, атлетике, одбојке, ватерпола, рукомета, тениса, бокса, бициклизма и осталих спортова. Штампа се на обично 20, некада 24 стране, све у боји, ћирилицом. Почео је да излази 17. маја 1990. године, уочи Светског првенства у фудбалу. 
Припада медијској кући Политика новине и магазини. Главни и одговорни уредник је Зоран Стојадиновић, његов заменик је  Владислав Влајић, технички уредник Спортског журнала је Бранислав Степанов, уредник фотографије Милан Рашић. Уредници сектора су Златибор Репић (фудбал), Бранко Ђурић (дописничка служба), Лариса Петровић (кошарка), Марија Стојановић (спортови), Михајло Тодић (дигитално и међународни фудбал), Александра Милосављевић (одбојка), Горан Николић (ноћни) и Веселин Вучковић (WEB).
Према свим релевантним истраживањима јавног мњења у Србији, Спортски журнал је најтиражнији и најцењенији спортски дневник у земљи. Одликује се великим бројем информација и извештаја са свих спортских борилишта у Србији, захваљујући широкој и густој дописничкој мрежи.